# Jerzy Hoffman
Jerzy Julian Hoffman (Kraków, 15. ožujka 1932.), poljski filmski redatelj i scenarist.
Karijeru je započeo 1954. s kratkim dokumentarcima. U središtu njegova djela su filmovi iz trilogije Henryka Sienkiewicza ("Ognjem i mačem", "Potop" i "Gospodin Wołodyjowski"), koje je snimio tijekom 30 godina, obrnutim redoslijedom.
1975. godine njegov film Potop bio je nominiran za Oscara za najbolji strani film.
Redatelj je prvog poljskog filma napravljenog u 3D tehnici Bitka za Varšavu 1920.

## Izabrana filmografija
- Bitka za Varšavu 1920. (Bitwa Warszawska 1920, 2011.)
- Ukrajina - rađanje nacije (Ukraina: Narodziny narodu, 2008.), dokumentarni film
- Kad je sunce bilo bog (Stara basn. Kiedy slonce bylo bogiem, 2003.)
- Ognjem i mačem (Ogniem i mieczem, 1999.)
- Lijepi stranac (Piękna nieznajoma, 1992.)
- Prema vašoj presudi (Wedle wyroków Twoich, 1983.)
- Šarlatan (Znachor, 1981.)
- Do zadnje kapi krvi (Do krwi ostatniej, 1978.)
- Gubavac (Trędowata, 1976.)
- Potop (Potop, 1974.)
- Gospodin Wołodyjowski (Pan Wołodyjowski, 1968. )
- Otac (Ojciec, 1967.)
- Tržnica čuda (Jarmark cudów, 1966.)
- Zakon i šaka (Prawo i pięść, 1964.)

## Vanjske poveznice
- Jerzy Hoffman u internetskoj bazi filmova IMDb-u (engl.)